# 174-я улица (линия Уайт-Плейнс-роуд, Ай-ар-ти)
|   |     |     |     |   |
| · | · л | · э | · л | · |

|   |     |     |     |   |
| · | · л | · э | · л | · |

«174-я улица» (англ. 174th Street) — станция Нью-Йоркского метрополитена, расположенная на линии Уайт-Плейнс-роуд, Ай-ар-ти.  На станции останавливаются маршруты 2 (круглосуточно) и 5 (круглосуточно, кроме часов пик в пиковом направлении и ночи). Станцию проходит без остановки маршрут 5 (в часы пик в пиковом направлении). Станция была открыта 26 ноября 1904 года, и представлена двумя боковыми платформами, обслуживающими два пути.

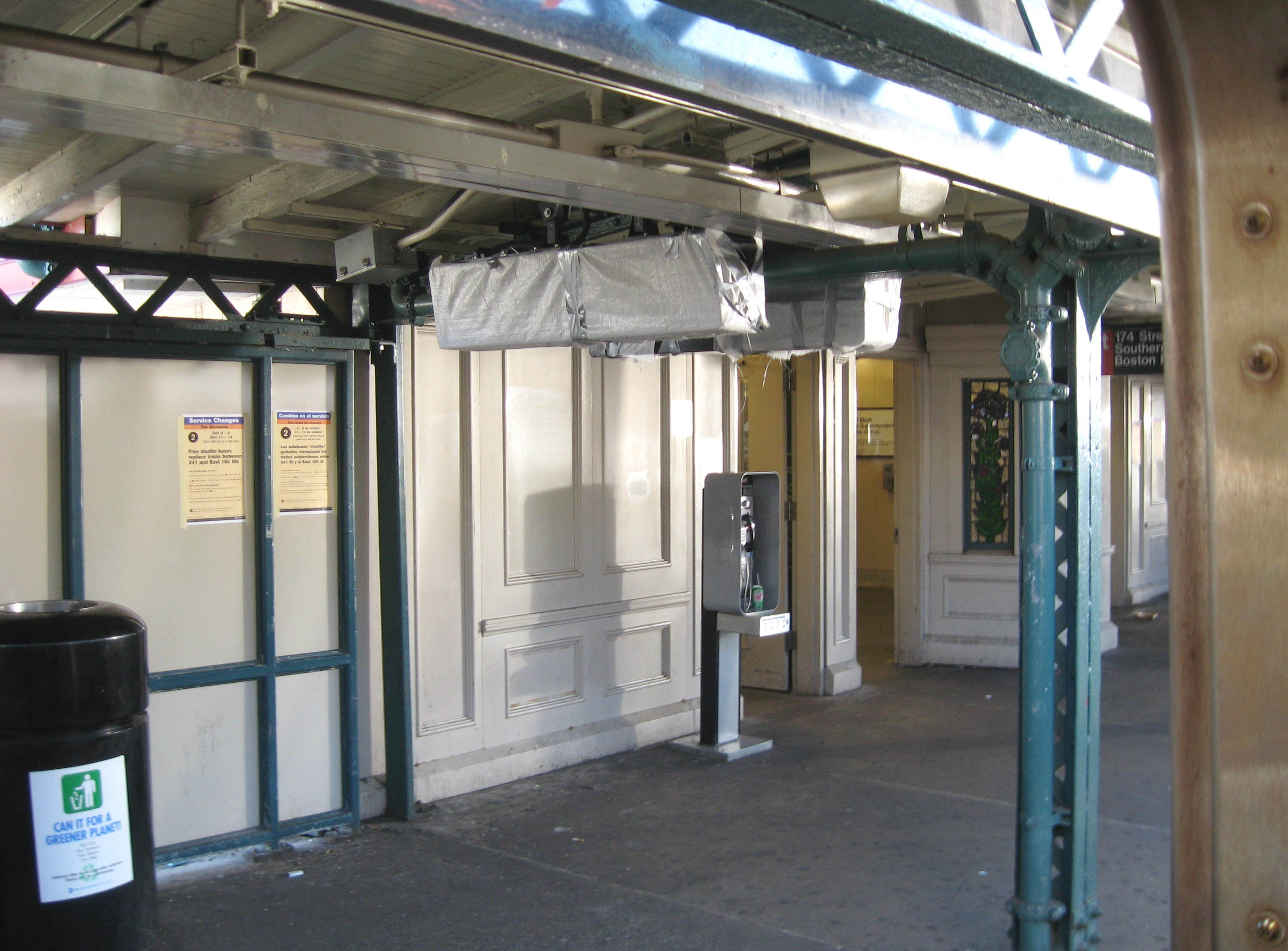
Платформа
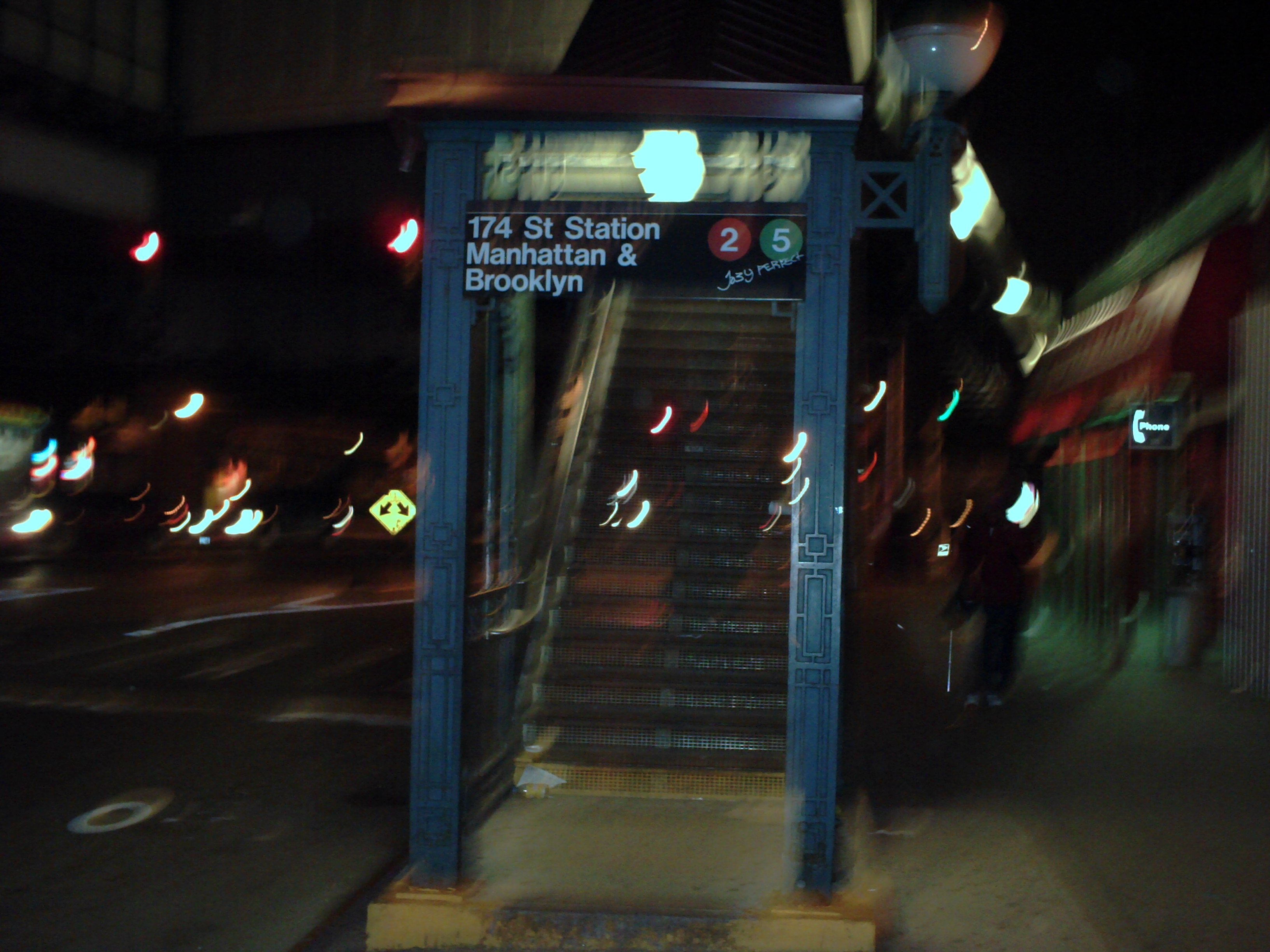
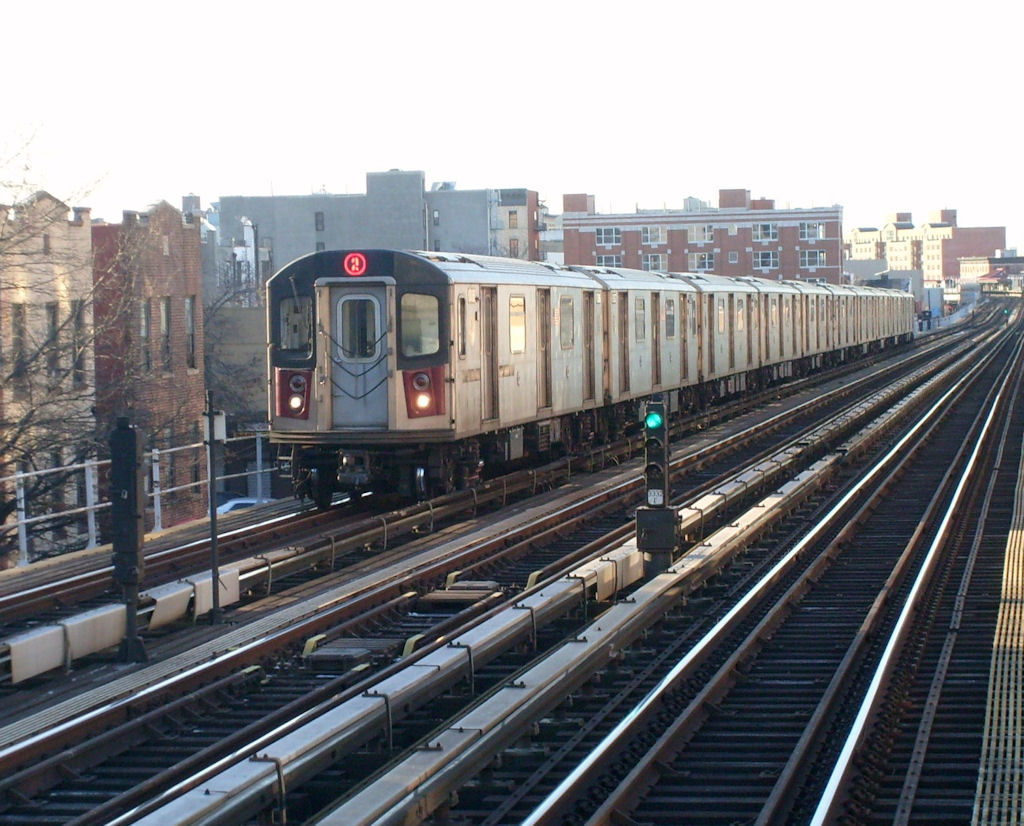
2 приближается к станции
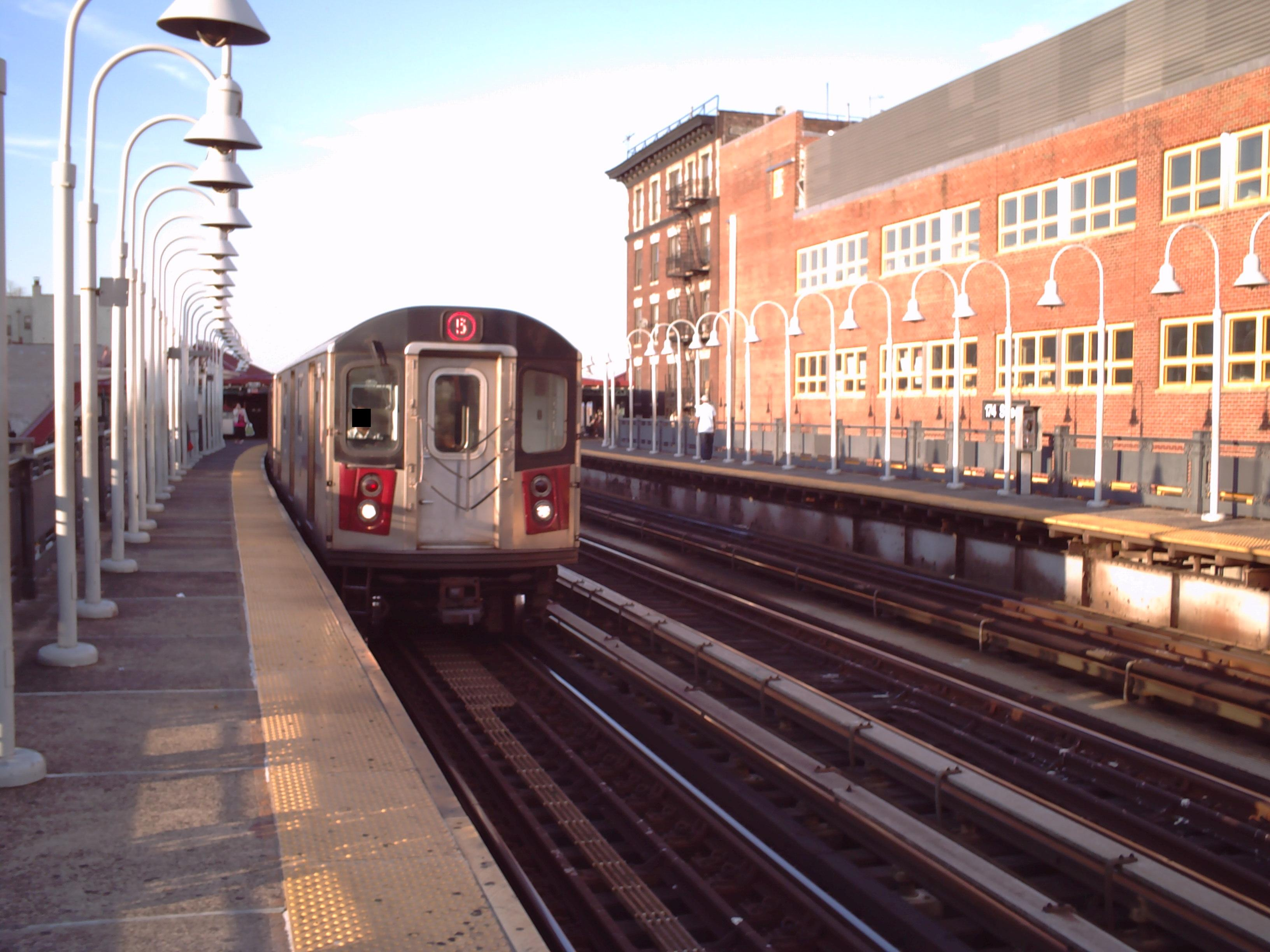
5 у станции